# The Boss (álbum)
The Boss -en español, El jefe- es el décimo álbum de estudio de la cantante y actriz estadounidense Diana Ross, lanzado el 23 de mayo de 1979 por Motown y producido por Nickolas Ashford y Valerie Simpson. Fue el último álbum de estudio de la década de los setenta para la artista.
El álbum contiene los sencillos The Boss e It's My House, que contribuyeron a su éxito comercial y contribuyeron al primer lugar de las listas en Estados Unidos.